# Greg Cronin
Greg Cronin, född 2 juni 1963, är en amerikansk ishockeytränare som var senast tränare för Anaheim Ducks i National Hockey League (NHL) mellan den 5 juni 2023 och den 19 april 2025.
Han avlade en bachelor of arts i amerikanska studier och historia vid Colby College och spelade för deras idrottsförening Colby Mules ishockeylag. Efter det fortsatte han som assisterande tränare för ishockeylaget ytterligare ett år. År 1988 började Cronin studera vid University of Maine och avlade en master i företagsekonomi, samtidigt som han var assisterande tränare för deras idrottsförening Maine Black Bears ishockeylag. År 1990 lämnade han University of Maine och flyttade över till Colorado College och fortsatte där som assisterande tränare för ishockeylaget för Colorado College Tigers. Under säsongen 1992–1993 var han även temporär tränare. År 1993 återvände Cronin till Maine Black Bears och var först assisterande tränare och sen 1995 tog han över huvudansvaret. Under säsongen 1996–1997 avgick han som tränare och fick senare en anställning hos Team USA som chef för spelarutveckling. Året därpå blev han även tränare för dem.
År 1998 fick han chansen i NHL och utsågs till assisterande tränare för New York Islanders. År 2002 fick han utökade befogenheter och utnämndes också till chef för spelarutveckling. Året efter utsågs Cronin till tränare för Islanders farmarlag Bridgeport Sound Tigers, han behöll dock det tidigare nämnda chefsjobbet. År 2005 lämnade han Islanders och Sound Tigers och blev tränare för Northeastern Huskies ishockeylag. År 2011 återvände Cronin till NHL och blev assisterande tränare för Toronto Maple Leafs. Tre år senare återvände han till New York Islanders som assisterande tränare. År 2018 utsågs Cronin till tränare för Colorado Eagles. Den 5 juni 2023 meddelades det om att Cronin skulle bli ny tränare för Anaheim Ducks i NHL.
Cronin har även varit involverad i landslagsishockey och varit assisterande tränare för USA:s herrlandslag och USA:s herrjuniorlandslag. För seniorlaget var han det vid världsmästerskapet i ishockey för herrar 1997, världsmästerskapet i ishockey för herrar 1999, världsmästerskapet i ishockey för herrar 2011 och världsmästerskapet i ishockey för herrar 2012 medan för juniorlandslaget var det vid juniorvärldsmästerskapet i ishockey 1997 och juniorvärldsmästerskapet i ishockey 1998. Han var delaktig till att juniorlandslaget kunde bärga en silvermedalj 1997.

## Statistik
Källa: 
| Lag           | Säsong    | Grundserie | Grundserie | Grundserie | Grundserie         | Grundserie | Grundserie    | Slutspel          |  |
| Lag           | Säsong    | Matcher    | Vinster    | Förluster  | Övertids förluster | Poäng      | Placering     | Resultat          |  |
| ------------- | --------- | ---------- | ---------- | ---------- | ------------------ | ---------- | ------------- | ----------------- |  |
| Anaheim Ducks | 2023–2024 | 82         | 27         | 50         | 5                  | 59         | 7:a i Pacific | Missade slutspel. |  |
| Anaheim Ducks | 2024–2025 | 82         | 35         | 37         | 10                 | 80         | 6:a i Pacific | Missade slutspel. |  |
| Totalt        | Totalt    | 164        | 62         | 87         | 15                 | 139        |               |                   |  |